# Aderbale (ammiraglio)
Aderbale (in greco antico: Ἀτάρβας, in latino Adherbal; ... – 230 a.C.) è stato un ammiraglio cartaginese.
Combatté durante la prima guerra punica, che vedeva Cartagine battersi contro Roma per il controllo del Mar Mediterraneo (264-241 a.C.).
Aderbale fu al comando della flotta almeno fino al 249 a.C., quando riportò una brillante vittoria contro il console Publio Claudio Pulcro nella battaglia di Trapani, una delle imprese più brillanti di quella guerra da parte dei Cartaginesi, e unica loro vittoria navale.